# Lichtenau (Sachsen)
Lichtenau ist eine Gemeinde im Landkreis Mittelsachsen (Sachsen).

## Geographie
Im Süden grenzt Lichtenau an die Stadt Chemnitz. Im Westen stellt der Fluss Chemnitz und im Osten die Zschopau die Gemeindegrenze dar.

## Ortsgliederung
Die Gemeinde umfasst insgesamt acht Ortsteile:
- Auerswalde
- Biensdorf
- Garnsdorf
- Krumbach
- Merzdorf
- Niederlichtenau
- Oberlichtenau
- Ottendorf

## Geschichte

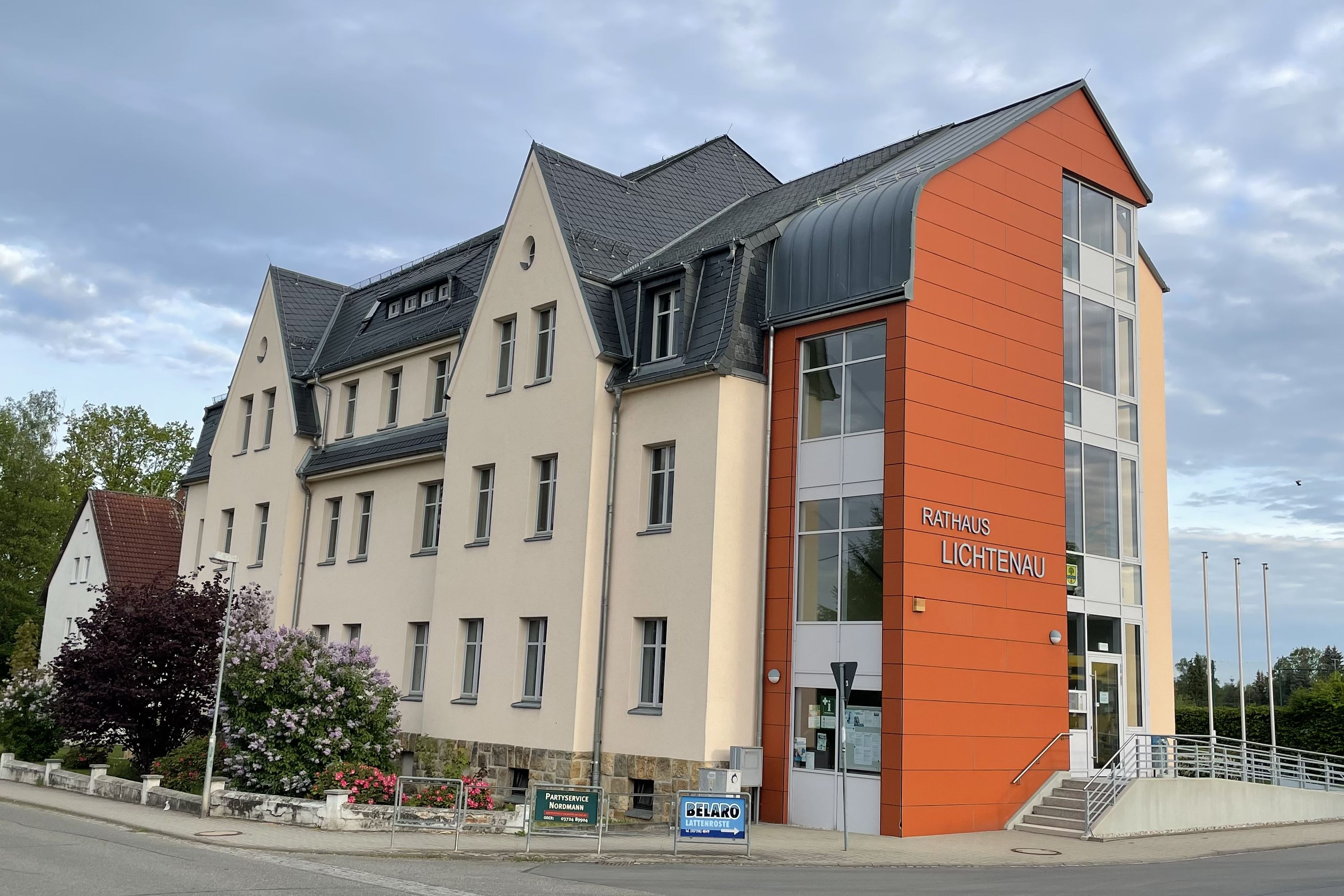
Rathaus der Gemeinde Lichtenau in Auerswalde

Die Dörfer im Gemeindegebiet tragen deutsche Ortsnamen. Dies und die allen gemeinsame Einteilung der Fluren in Hufenstreifen legen die Vermutung nahe, dass die Dörfer im 12. Jahrhundert im Verlauf der mittelalterlichen Ostsiedlung gegründet worden sind.

### Geschichte des Ortsnamens
Namensgebend sind die ursprünglich selbständigen Gemeinden Nieder- und Oberlichtenau. Beide Dörfer wurden 1350 erstmals im Urkundenbuch Friedrich des Strengen erwähnt.

### Entstehung und Eingemeindungen
Am 1. Januar 1994 wurden die Gemeinden Niederlichtenau und Oberlichtenau zur ersten Gemeinde Lichtenau zusammengeschlossen. Fünf Jahre später, am 1. Januar 1999, schloss sie sich im Zuge einer Gemeindegebietsreform mit den vormals selbstständigen Orten Auerswalde und Ottendorf zu einer neuen Gemeinde zusammen, die zunächst den Namen Auerswalde trug. Am 11. September 2000 wurde sie in Lichtenau umbenannt.
| Ehemalige Gemeinde bzw. Gutsbezirk        | Datum                             | Anmerkung                                                                           |
| ----------------------------------------- | --------------------------------- | ----------------------------------------------------------------------------------- |
| Auerswalde                                | 1. Januar 1999 11. September 2000 | Zusammenschluss mit Lichtenau und Ottendorf zu Auerswalde, Umbenennung in Lichtenau |
| Biensdorf                                 | vor 1875                          | Eingemeindung nach Krumbach                                                         |
| Garnsdorf                                 | 1. Januar 1994                    | Eingemeindung nach Auerswalde                                                       |
| Krumbach                                  | 1. Oktober 1994                   | Eingemeindung nach Ottendorf                                                        |
| Lichtenau                                 | 1. Januar 1999                    | Zusammenschluss mit Auerswalde und Ottendorf zu Auerswalde                          |
| Merzdorf                                  | 1. Januar 1967                    | Eingemeindung nach Niederlichtenau                                                  |
| Niederlichtenau                           | 1. Januar 1994                    | Zusammenschluss mit Oberlichtenau zu Lichtenau                                      |
| Oberlichtenau                             | 1. Januar 1994                    | Zusammenschluss mit Niederlichtenau zu Lichtenau                                    |
| Ottendorf                                 | 1. Januar 1999                    | Zusammenschluss mit Auerswalde und Lichtenau zu Auerswalde                          |
| Staatsforstrevier Frankenberg, Gutsbezirk | 11. Dezember 1948                 | Teileingliederung nach Krumbach                                                     |
| Staatsforstrevier Frankenberg, Gutsbezirk | 12. Juni 1948                     | Teileingliederung nach Merzdorf im Zuge der Bodenreform                             |

## Politik

### Gemeinderat
Der zur Gemeinderatswahl am 9. Juni 2024 gewählte Gemeinderat setzt sich wie folgt zusammen:
- Freie Wähler Auerswalde, Lichtenau und Ottendorf e. V.: 7 Sitze
- AfD. 5 Sitze
- CDU: 4 Sitze
- SPD: 1 Sitz
- Linke: 1 Sitz

| Gemeinderat ab 2024Insgesamt 18 Sitze - Linke: 1 - SPD: 1 - FW: 7 - CDU: 4 - AfD: 5 | Liste                                                  | 2024   | 2024   | 2019   | 2019   | 2014   | 2014   |
| Gemeinderat ab 2024Insgesamt 18 Sitze - Linke: 1 - SPD: 1 - FW: 7 - CDU: 4 - AfD: 5 | Liste                                                  | Sitze  | in %   | Sitze  | in %   | Sitze  | in %   |
| Gemeinderat ab 2024Insgesamt 18 Sitze - Linke: 1 - SPD: 1 - FW: 7 - CDU: 4 - AfD: 5 | Freie Wähler Auerswalde, Lichtenau und Ottendorf e. V. | 7      | 36,5   | 6      | 32,9   | 7      | 34,1   |
| Gemeinderat ab 2024Insgesamt 18 Sitze - Linke: 1 - SPD: 1 - FW: 7 - CDU: 4 - AfD: 5 | AfD                                                    | 5      | 27,1   | 3      | 20,2   | –      | –      |
| Gemeinderat ab 2024Insgesamt 18 Sitze - Linke: 1 - SPD: 1 - FW: 7 - CDU: 4 - AfD: 5 | CDU                                                    | 4      | 22,3   | 5      | 29,8   | 8      | 40,2   |
| Gemeinderat ab 2024Insgesamt 18 Sitze - Linke: 1 - SPD: 1 - FW: 7 - CDU: 4 - AfD: 5 | SPD                                                    | 1      | 7,1    | –      | –      | –      | 4,2    |
| Gemeinderat ab 2024Insgesamt 18 Sitze - Linke: 1 - SPD: 1 - FW: 7 - CDU: 4 - AfD: 5 | Linke                                                  | 1      | 7,1    | 2      | 11,9   | 3      | 17,2   |
| Gemeinderat ab 2024Insgesamt 18 Sitze - Linke: 1 - SPD: 1 - FW: 7 - CDU: 4 - AfD: 5 | Grüne                                                  | –      | –      | 1      | 5,2    | –      | –      |
| Gemeinderat ab 2024Insgesamt 18 Sitze - Linke: 1 - SPD: 1 - FW: 7 - CDU: 4 - AfD: 5 | IV                                                     | –      | –      | –      | –      | –      | 2,6    |
| Gemeinderat ab 2024Insgesamt 18 Sitze - Linke: 1 - SPD: 1 - FW: 7 - CDU: 4 - AfD: 5 | FDP                                                    | –      | –      | –      | –      | –      | 1,7    |
| Gemeinderat ab 2024Insgesamt 18 Sitze - Linke: 1 - SPD: 1 - FW: 7 - CDU: 4 - AfD: 5 | Wahlbeteiligung                                        | 76,2 % | 76,2 % | 71,3 % | 71,3 % | 56,2 % | 56,2 % |

### Bürgermeister
Bürgermeister der Gemeinde ist seit dem 3. November 2014 Andreas Graf (CDU) und wurde zuletzt am 26. September 2021 mit 77,9 % erneut gewählt.
| Wahl | Bürgermeister  | Vorschlag  | Wahlergebnis (in %) |
| ---- | -------------- | ---------- | ------------------- |
| 2021 | Andreas Graf   | CDU        | 77,9                |
| 2014 | Andreas Graf   | CDU        | 46,5                |
| 2009 | Michael Pollok | Dr. Pollok | 47,4                |
| 2002 | Michael Pollok | Dr. Pollok | 54,6                |
| 1994 | Michael Pollok | Dr. Pollok | 58,9                |

### Gemeindepartnerschaft
Mit der bayerischen Stadt Neustadt am Kulm besteht eine Städtepartnerschaft.

## Wirtschaft und Infrastruktur

### Verkehr
Lichtenau liegt an der Autobahn Chemnitz–Dresden (A 4). Die Anschlussstelle „Chemnitz-Ost“ sowie die Autobahnraststätte „Auerswalder Blick“ befinden sich in der Nähe. Südlich des Orts verläuft die Bundesstraße 169.
Die Gemeinde ist über die Strecke Riesa–Chemnitz an das Eisenbahnnetz angeschlossen und besitzt Bahnhöfe in den Ortsteilen Oberlichtenau und Ottendorf, von wo die ChemnitzBahn nach Mittweida und in die Chemnitzer Innenstadt fährt. In Tagesrandlagen halten auch die Züge der Mitteldeutschen Regiobahn. Ein dritter Bahnhof (Auerswalde-Köthensdorf) war an der seit 2002 weitgehend stillgelegten Chemnitztalbahn von Chemnitz nach Wechselburg.

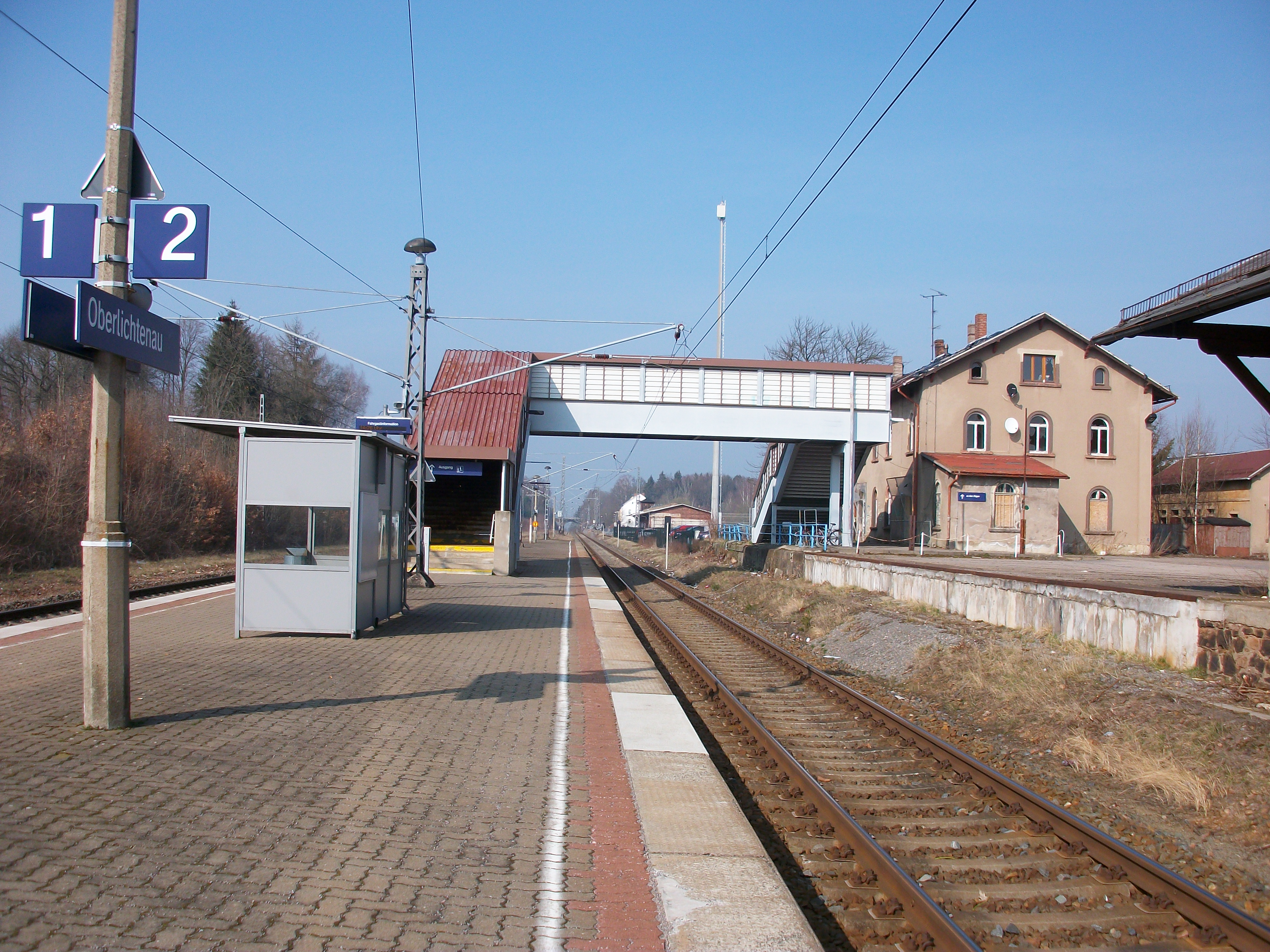
Bahnhof Oberlichtenau (2016)
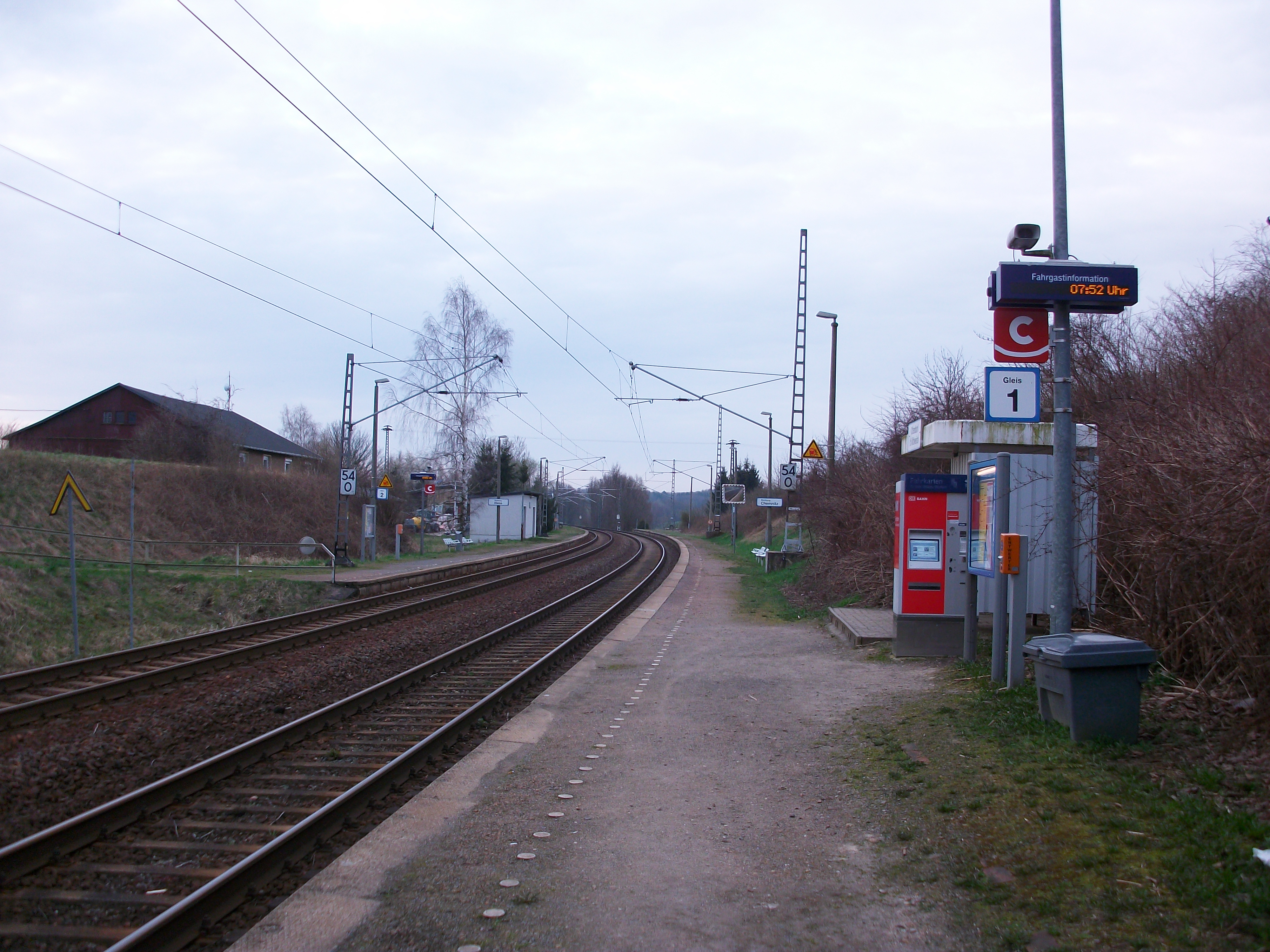
Hp. Ottendorf b Mittweida (2016)

Die Orte Auerswalde und Garnsdorf sind an den Chemnitztalradweg auf der ehemaligen Trasse der Chemnitztalbahn angeschlossen.

### Ortsansässige Unternehmen
- Lichtenauer Mineralquellen
- Tunap

## Religion
In Niederlichtenau, Ottendorf und Auerswalde gibt es je eine evangelisch-lutherische Kirche, die jede zu einem anderen Kirchenbezirk (Marienberg, Leisnig-Oschatz bzw. Chemnitz) der Evangelisch-Lutherischen Landeskirche Sachsens gehört. Dazu gibt es in Auerswalde und in Merzdorf eine Landeskirchliche Gemeinschaft.

## Bildung

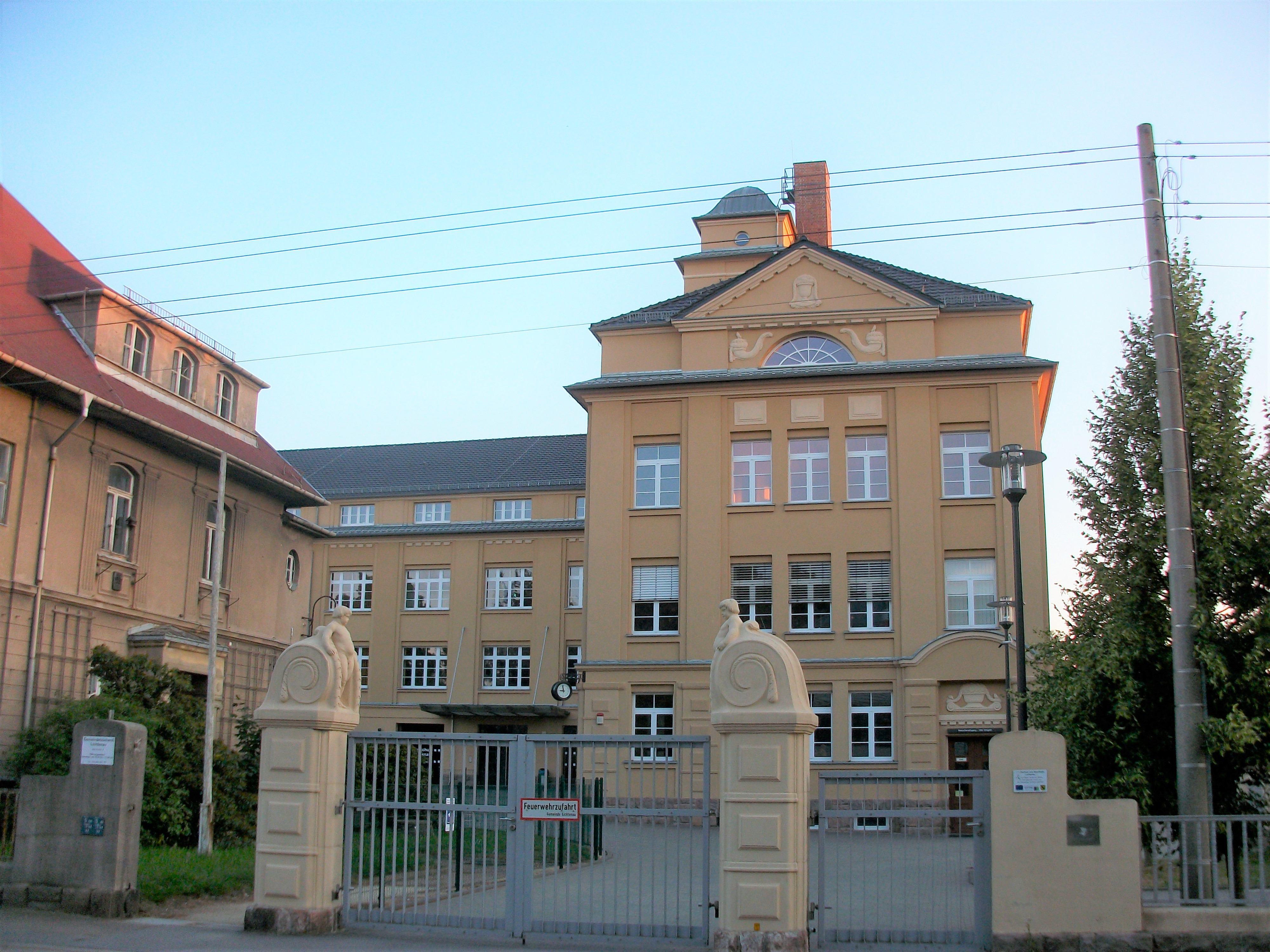
Oberschule Lichtenau in Oberlichtenau

Die Gemeinde Lichtenau besitzt drei Grundschulen in Niederlichtenau, Ottendorf und Auerswalde, sowie eine Oberschule in Oberlichtenau.

## Kultur und Sehenswürdigkeiten
- siehe auch: Liste der Kulturdenkmale in Lichtenau

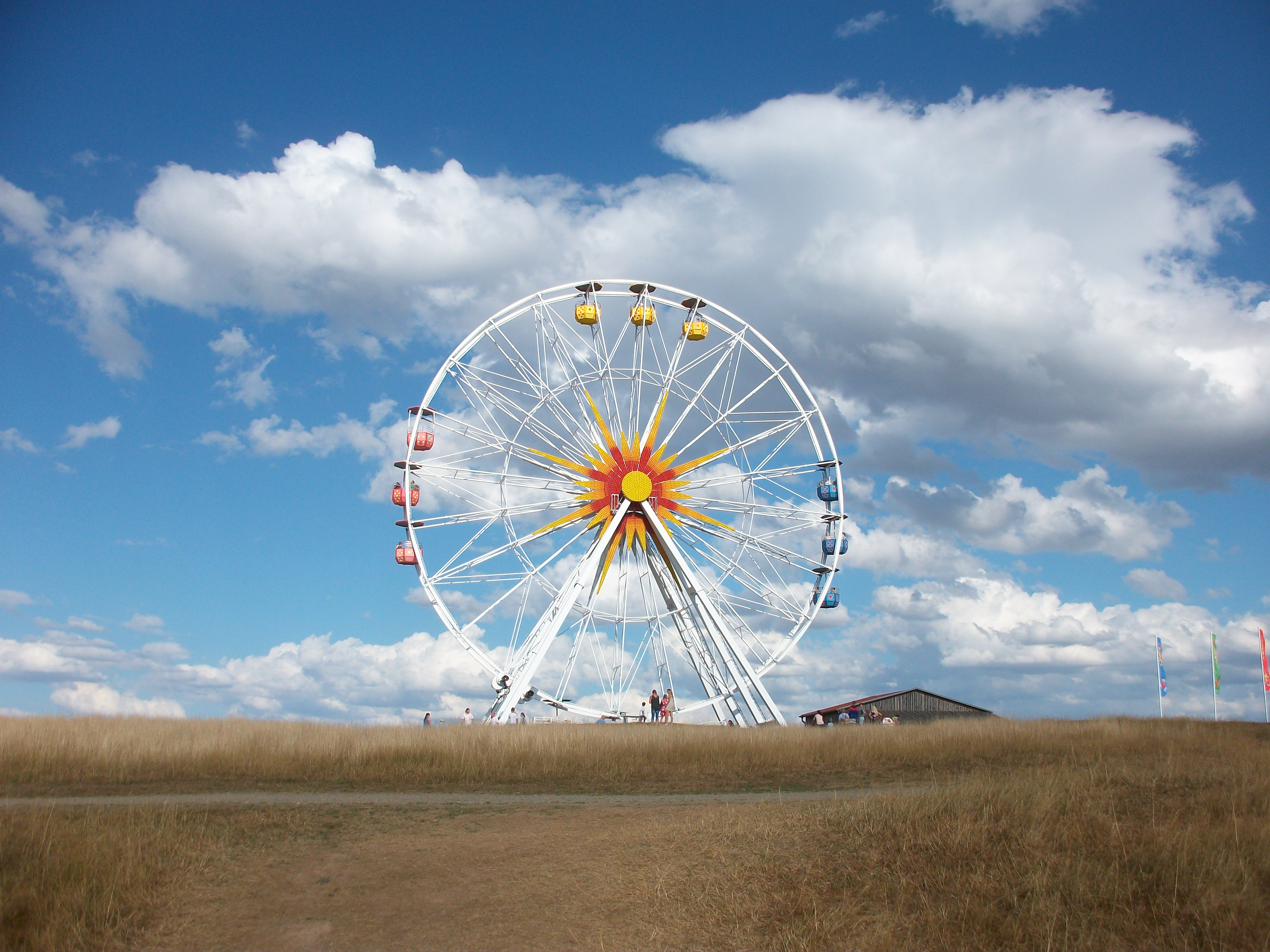
Sonnenlandpark Lichtenau, Riesenrad

- Sonnenland- Erlebnispark Lichtenau, u. a. mit Riesenrad, Indoor-Spielplatz, Deutschlands höchstem Rutschenturm, Wellenflieger, Kletterparadies und Streichelzoo

## Persönlichkeiten
- David Hoyer (1667–1720), Maler, geboren in Auerswalde
- Carl Gottlieb Haubold (1783–1856), Unternehmer, gilt als „Vater des Chemnitzer Maschinenbaus“, geboren in Auerswalde
- Carl Gottfried Haubold (1792–1862), Maschinenbaumechaniker und Unternehmer, geboren in Garnsdorf
- Kurt Barthel (1914–1967), Schriftsteller, Lyriker, Dramatiker und Dramaturg, geboren in Garnsdorf
- Angelika Klein (* 1951), Politikerin (Die Linke), geboren in Garnsdorf